# Stéphane Ceretti
Stéphane Ceretti (24 settembre 1973) è un effettista francese, candidato a tre Premi Oscar ai migliori effetti speciali.

## Biografia
Stéphane Ceretti ha iniziato la sua carriera prima come animatore e poi come supervisore degli effetti speciali presso la BUF Compagnie di Parigi. Nel 2008, si è trasferito a Londra, dove ha lavorato presso la Moving Picture Company e i Method Studios. Nel 2015, è stato candidato al Premio Oscar ai migliori effetti speciali per Guardiani della Galassia. Nel 2016, ha lavorato a Doctor Strange per il quale, l'anno seguente, è stato candidato al suo secondo Oscar.

## Filmografia

### Effettista

#### Cinema
- Batman & Robin, regia di Joel Schumacher (1997)
- I visitatori 2 - Ritorno al passato (The Visitors II: The Corridors of Time), regia di Jean-Marie Poiré (1998)
- The Cell - La cellula (The Cell), regia di Tarsem Singh (2000)
- S1m0ne (Simone), regia di Andrew Niccol (2002)
- Matrix Reloaded (The Matrix Reloaded), regia di Lana e Lilly Wachowski (2003)
- Matrix Revolutions (The Matrix Revolutions), regia di Lana e Lilly Wachowski (2003)
- Alexander, regia di Oliver Stone (2004)
- Batman Begins, regia di Christopher Nolan (2005)
- Harry Potter e il calice di fuoco (Harry Potter and the Goblet of Fire), regia di Mike Newell (2005)
- Angel-A, regia di Luc Besson (2005)
- Silent Hill, regia di Christophe Gans (2006)
- The Prestige, regia di Christopher Nolan (2006)
- J'attends quelqu'un, regia di Jérôme Bonnell (2007)
- Babylon A.D., regia di Mathieu Kassovitz (2008)
- Prince of Persia - Le sabbie del tempo (Prince of Persia: The Sands of Time), regia di Mike Newell (2010)
- L'apprendista stregone (The Sorcerer's Apprentice), regia di Jon Turteltaub (2010)
- X-Men - L'inizio (X-Men: First Class), regia di Matthew Vaughn (2011)
- Captain America - Il primo Vendicatore (Captain America: The First Avenger), regia di Joe Johnston (2011)
- Cloud Atlas, regia di Lana e Lilly Wachowski (2012)
- Thor: The Dark World, regia di Alan Taylor (2013)
- Guardiani della Galassia (Guardians of the Galaxy), regia di James Gunn (2014)
- Doctor Strange, regia di Scott Derrickson (2016)
- Ant-Man and the Wasp, regia di Peyton Reed (2018)
- Avengers: Endgame, regia di Anthony e Joe Russo (2019)
- El Camino - Il film di Breaking Bad (El Camino: A Breaking Bad Movie), regia di Vince Gilligan (2019)
- Nomadland, regia di Chloé Zhao (2020)
- Eternals, regia di Chloé Zhao (2021)
- Guardiani della Galassia Vol. 3 (Guardians of the Galaxy Vol. 3), regia di James Gunn (2023)
- Superman, regia di James Gunn (2025)

#### Speciali TV
- Guardiani della Galassia Holiday Special (The Guardians of the Galaxy Holiday Special), regia di James Gunn (2022)

### Regista
- Comfort - cortometraggio (2017)

### Produttore
- Comfort, regia di Stephane Ceretti - cortometraggio (2017)
- Gey Gardens - miniserie (2018)

### Direttore della fotografia
- Comfort, regia di Stephane Ceretti - cortometraggio (2017)
- Gey Gardens - miniserie (2018)

### Montatore
- Comfort, regia di Stephane Ceretti - cortometraggio (2017)
- Gey Gardens - miniserie (2018)

## Riconoscimenti
- Premio Oscar
  - 2015 - Candidatura ai migliori effetti speciali per Guardiani della Galassia[2]
  - 2017 - Candidatura ai migliori effetti speciali per Doctor Strange[3]
  - 2024 - Candidatura ai migliori effetti speciali per Guardiani della Galassia Vol. 3
- Premi BAFTA
  - 2015 - Candidatura ai migliori effetti speciali per Guardiani della Galassia
  - 2017 - Candidatura ai migliori effetti speciali per Doctor Strange